# Łubianka Toruńska
Łubianka Toruńska – dawny przystanek osobowy w Łubiance, w gminie Łubianka, w powiecie toruńskim, w województwie kujawsko-pomorskim, w Polsce. Położony przy linii kolejowej z Torunia Wschodniego do Chełmna. Linia ta została otwarta w 1912 roku. W 1992 roku na trasie z Torunia Wschodniego do Unisławia Pomorskiego został zlikwidowany ruch pasażerski. W 1998 roku na odcinku od Olka do Unisławia Pomorskiego zostały rozebrane tory.